# Быстрова, Наталия Анатольевна
Ната́лия Анато́льевна Быстро́ва (род. 2 февраля 1984, Прага) — российская актриса мюзиклов и кино, певица. Лауреат Национальной премии «Музыкальное сердце театра» в номинации «Лучшая исполнительница главной роли» (2007). Номинант премии «Золотая маска» 2014 года в номинации «Оперетта—Мюзикл. Женская роль» за роль Ариэль в мюзикле «Русалочка».

## Биография
С 5 лет занималась в кружке хореографии в Доме детского творчества и художественной гимнастикой, с 8 лет — в музыкальной школе по классу фортепиано. В 11 классе победила в конкурсе «Мисс выпускница Екатеринбурга».
Окончила Экспериментальную детскую школу театрального искусства и Екатеринбургский государственный театральный институт по специальности «актёр театра и кино» (мастерская А. Русинова и Н. Русаковой). Была победителем конкурса «Поют актёры театров России» (Нижний Новгород), дипломантом VIII фестиваля актёрской песни имени Андрея Миронова (Москва).
Участвовала в Военном ансамбле песни и пляски, играла в команде КВН «Не парни», вела передачи на екатеринбургском телевидении.
Получила известность благодаря главной роли Софи в российской постановке мюзикла «Mamma Mia!» в 2006—2008 годах. «Лучшая Софи в мире» по отзывам участников группы ABBA. За эту роль в 2007 году получила Национальную премию «Музыкальное сердце театра» в номинации «Лучшая исполнительница главной роли». 14—16 марта 2013 года были проведены четыре специальных спектакля «Mamma Mia!» с «золотым» составом, в который была приглашена Наталия. Они оказались очень успешны. В апреле 2013 года до закрытия сезона «Mamma Mia!» прошло ещё пять спектаклей с Наталией.
Играла главные роли во всех мюзиклах Стейдж Энтертейнмент в России: «Красавица и Чудовище», «Зорро», «Звуки музыки», «Русалочка», «Chicago», «Золушка». С 2016 года играет в музыкальном спектакле «Леди Совершенство» Московского областного театра юного зрителя заглавную роль — Леди Мэри, поделив её сначала — с Нонной Гришаевой, с которой Наталия вместе играла в мюзикле «Зорро», а с 2022 года — с актрисой труппы театра Юлией Соломкиной, с которой Наталия вместе играла в мюзикле «Золушка». Также играет в мюзиклах театра «Московская оперетта»: «Анна Каренина», «Ромео VS Джульетта XX лет спустя», «Куртизанка».
Также Наталия известна как официальный голос диснеевской принцессы Анны.

## Личная жизнь
- Муж — Дмитрий Ермак с 4 августа 2013 года[10][11][12][13]
- Сын — Елисей Ермак (род. 7 октября 2014)[14][15][16][17][18][19]

## Участие в мюзиклах

### Stage Entertainment
Театр МДМ
- Мюзикл «Mamma Mia!» — Софи (14 октября 2006 — 25 мая 2008, март-апрель 2013)[20]
- Мюзикл «Красавица и Чудовище» — Белль (11 октября 2008 — 30 апреля 2010[21], 12 февраля — 30 мая 2015 года)[22][23][24][25][26][27]
- Мюзикл «Зорро» — Луиза (2 октября 2010 — 2011)[28]
- Мюзикл «Звуки музыки» — Мария (8 октября 2011 — 2012)[29][30][31]
- Мюзикл «Chicago» — Рокси Харт (18 декабря 2013 — май 2014)[32]

Театр Россия
- Мюзикл «Русалочка» — Ариэль (6 октября 2012 — 1 марта 2014)[33][34][35][36][37][38][39][40]
- Мюзикл «Золушка» — Золушка (2 октября 2016 — апрель 2017)[41][42]

### «Музыкальное сердце театра»
- Мюзикл «Вестсайдская история» — Мария (2010, гастроли в Москве Новосибирского театра «Глобус»)[43][44][45]

### Московский областной государственный театр юного зрителя
- Музыкальный спектакль «Леди Совершенство» — Леди Мэри (с 28 февраля 2016 года)[46][47][48]
- Музыкальный спектакль «Бесприданница» — Лариса Дмитриевна Огудалова, сестра Ларисы

### Московский театр оперетты
- Мюзикл «Анна Каренина» — Кити Щербацкая (с 8 октября 2016 года)[49][50][51][52]
- Мюзикл «Ромео VS Джульетта XX лет спустя» — Джульетта (с 7 сентября 2021 года)[53][54]
- Мюзикл «Куртизанка» — Вероника Франко (с 20 февраля 2021 года)[55]

### Санкт-Петербургская театральная корпорация «Кот Вильям»
- Музыкально-драматический спектакль «Хищники» — Оленька (с 29 апреля 2019 года)[56]

### Musical Design Studio «Master Entertainment»
- Мюзикл «Хрустальное сердце» — Анхен (31 декабря 2019 — 7 января 2020)[57][58][59]

### Санкт-Петербургский театр музыкальной комедии
- Концерт-спектакль «Хиты Бродвея и не только…» — Донна, Эпонина, Салли Боулз, Инес (с 10 апреля 2022 года)
- Мюзикл «Пётр I» — Екатерина I (с 3 декабря 2022 года)[60][61]
- Мюзикл «Хозяйка Медной горы» — Настя (с 21 марта 2025 года)

### Современный театр антрепризы
- Мюзикл «Дракула. Сквозь века» (реж. Андрей Пляскин) — Люси Вэстенра (с 14 октября 2023 года)[62][63][64][65][66]

## Фильмография
| Год выхода фильма | Название фильма                                         | Роль                           | Примечания                           |
| 2011              | Пыльная работа                                          | Адвокат Наталья Захарова       | Роль в телесериале                   |
| 2013              | Бальзаковский возраст, или Все мужики сво… 5 лет спустя | Люся Утюжок                    | Роль в телесериале                   |
| 2013              | Холодное сердце                                         | Принцесса Анна                 | Озвучка (дубляж), роль в мультфильме |
| 2013              | Следователь Протасов                                    | Полина                         | Роль в телефильме                    |
| 2014              | Не покидай меня!                                        | Ядвига Гурская                 | Роль в телефильме                    |
| 2015              | Косатка                                                 | Женя, подруга Ольги Косаткиной | Роль в телесериале                   |
| 2015              | Холодное торжество                                      | Принцесса Анна                 | Озвучка (дубляж), роль в мультфильме |
| 2014              | Энни (Annie)                                            | Грейс                          | Озвучка (дубляж) в фильме-мюзикле    |
| 2017              | Барышня и хулиган                                       | Анастасия                      | Роль в телесериале                   |
| 2017              | Олаф и холодное приключение                             | Принцесса Анна                 | Озвучка (дубляж), роль в мультфильме |
| 2018              | Кролик Питер                                            | Беатрис                        | Дубляж в фильме                      |
| 2018              | Анна Каренина                                           | Кити Щербацкая                 | Роль в киноверсии мюзикла            |
| 2018              | Смолфут                                                 | йети Мичи                      | Озвучка (дубляж), роль в мультфильме |
| 2018              | Ральф против интернета                                  | Принцесса Анна                 | Озвучка (дубляж), роль в мультфильме |
| 2019              | Холодное сердце 2                                       | Принцесса Анна                 | Озвучка (дубляж), роль в мультфильме |
| 2021              | Кролик Питер 2                                          | Беатрис                        | Дубляж в фильме                      |

### Озвучивание мультфильмов
- 2014 — Алиса знает, что делать! — Флос; вокал в песне «Звёздный час» и «Край неба»
- 2016 — Снежная королева 3: Огонь и лёд — Герда
- 2017 — Знайчишка и его друзья. На кого я похож? — Волчишка
- 2019 — Волшебная кухня — Василиса, мама Майи и Сони
- 2021 — Черепашки — Фани, мама Дони, Рени и Мик
- 2022 — Суворов: Великое путешествие — Соня Пшеницына[72]

## Озвучивание ледовых шоу (русские версии) компании «Holiday on Ice»
- 2007 — «Алладин на льду» — принцесса Жасмин
- 2008 — «Питер Пэн на льду» — Венди
- 2009 — «Щелкунчик на льду» — Мари
- 2010 — «Снежная Королева» — Герда
- 2011 — «Спящая Красавица» — Аврора
- 2015 — Ледовый мюзикл «Синдбад и принцесса Анна» — принцесса Анна

## Телевизионные проекты
- С 2013 г. постоянная участница программы «Романтика романса» на канале Культура.

## Музыкальные проекты
- Вместе с Дмитрием Ермаком снялась в видеоклипе к песне «Тайна» группы «23:45» (2013)[73]